# Plymouth Belvedere
De Plymouth Belvedere is een model van de Amerikaanse autoconstructeur Plymouth dat over zeven generaties van 1954 tot 1970 geproduceerd werd.

## Geschiedenis
De benaming Belvedere werd voor het eerst gebruikt in 1951 voor de hardtop-variant van de Plymouth Cranbrook. In 1954 verving de Belvedere de Cranbrook als topmodel van Plymouth en werd het een volledige modellijn met sedans, stationwagens en cabriolets. De eerste vier generaties situeerden zich in de hogere middenklasse. In 1965 werd de Belvedere een middenklasser en zou dat de volgende drie generaties blijven. In 1970 werd de Belvedere opgevolgd door de Plymouth Satellite, een naam die oorspronkelijk gebruikt werd voor het topuitrustingsniveau van de Belvedere.

## Eerste generatie (1954)
De Belvedere verving de Cranbrook als topmodel in 1954. De Belvedere, die tot dan de hardtop-variant van de Cranbrook was, werd een aparte modellijn en het aanbod werd uitgebreid met een cabriolet, tweedeurs stationwagen en vierdeurs sedan. De tweedeurs hardtopversie heette voortaan de Sport Coupé.
De eerste generatie Belvedere nam het carrosserieontwerp van de Cranbrook over, met enkele visuele wijzigingen en aanpassingen. Zo verschenen er voor het eerst kleine chromen staartvinnen op de achterspatborden. Het instapniveau kreeg de naam Plymouth Plaza, met hetzelfde ontwerp en dezelfde technologie maar tegen een lagere prijs.
Ook nieuw was de volledig automatische transmissie en de grotere standaardmotor: een 3,8-liter zes-in-lijnmotor van 82 kW (110 pk) die ook door Dodge gebruikt werd.

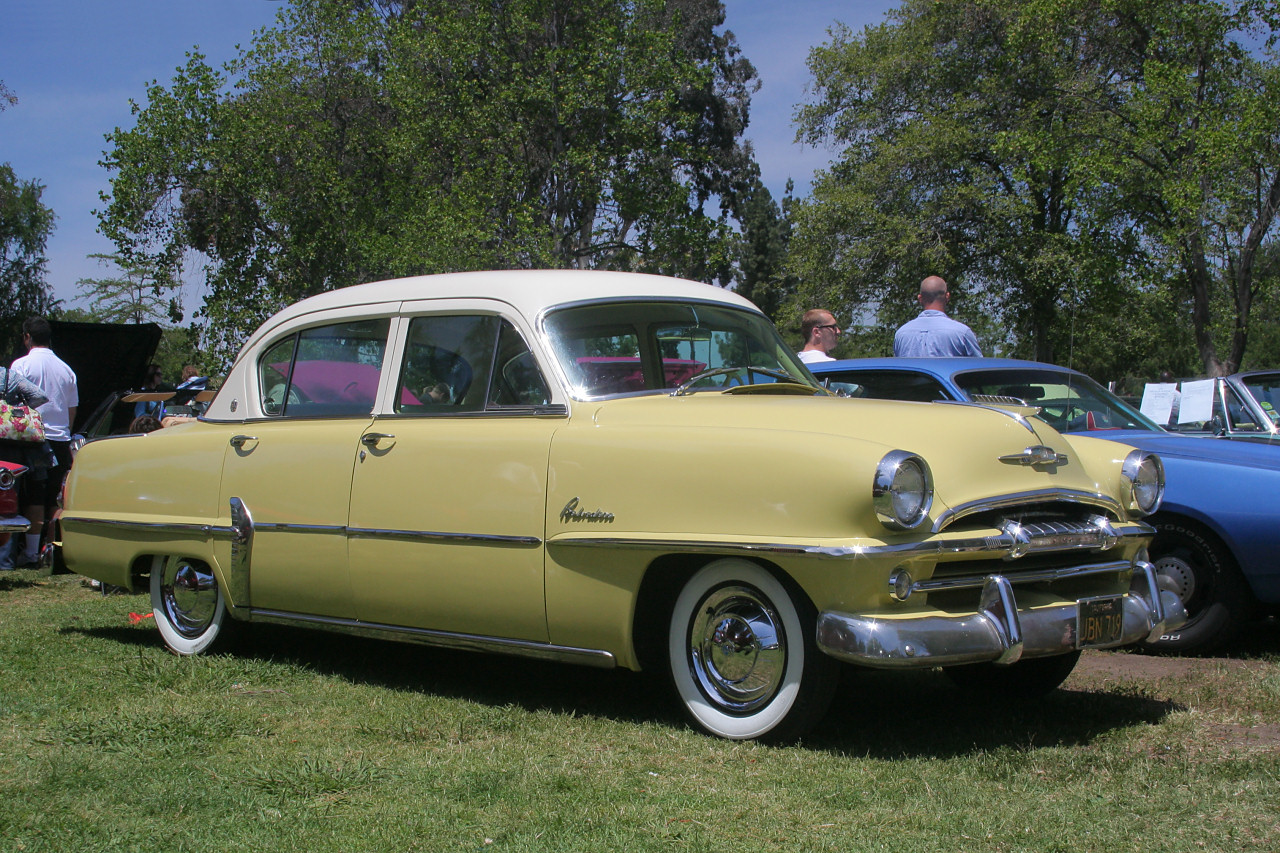
Belvedere vierdeurs sedan (1954)
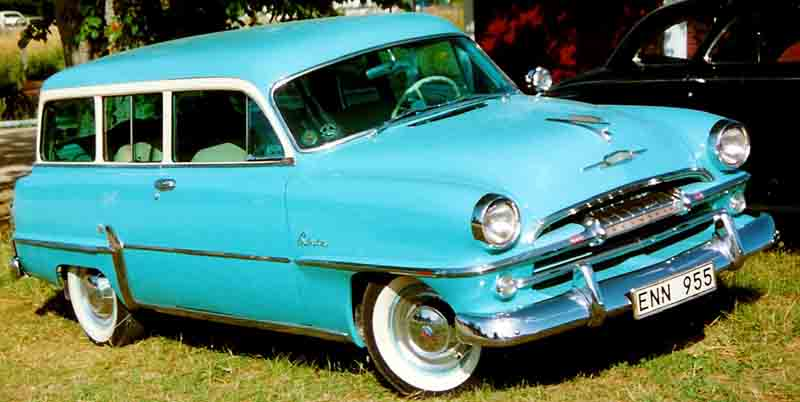
Belvedere tweedeurs stationwagen (1954)
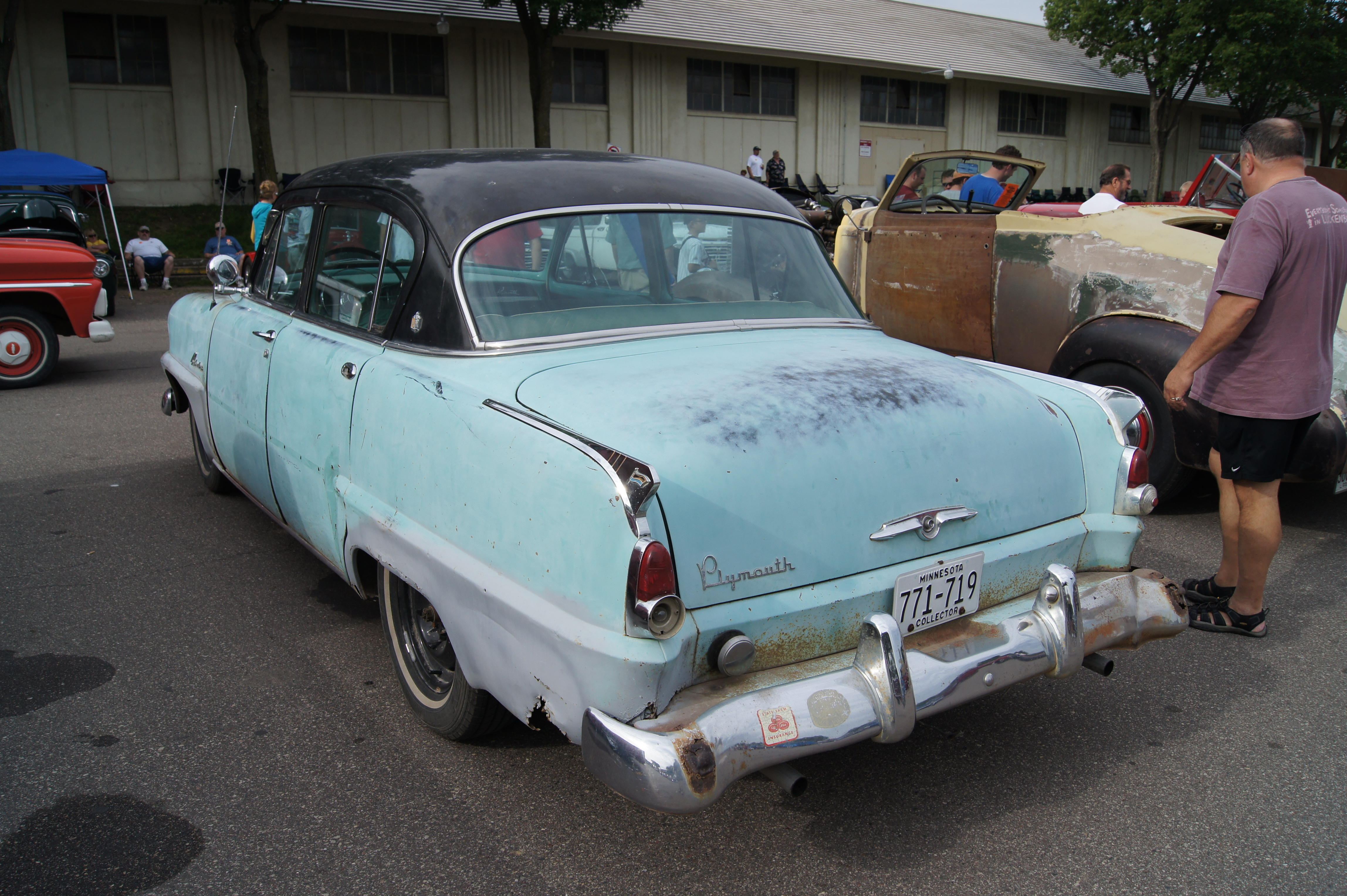
achteraanzicht met de kleine staartvinnen

## Tweede generatie (1955-1956)
Alle Plymouths werden in 1955 grondig hertekend door Chrysler-stylist Virgil Exner volgens de zogenaamde "Forward Look". De Belvedere was nog steeds het topmodel en de Plaza bleef het instapmodel. Later dan jaar werd de cilinderinhoud vergroot van 3,6 naar 3,8 liter, waardoor het vermogen toenam van 75 kW (100 pk) naar 82 kW (110 pk).
In 1956 evolueerde de Plymouth-stijl, met als meest in het oog springend kenmerk de grote staartvinnen. De Fury werd toegevoed aan de Belvedere-lijn als een speciale high-performance coupé. 1956 was ook het jaar waarin Plymouth veiligheidsgordels toevoegde.
Het motorenaanbod werd verder uitgebreid met een 180 pk sterke 4,4-liter V8-motor en een  4,5-liter V8-motor met 187 of 200 pk. Voor de Fury was een 240 pk sterke 5,0-liter V8-motor beschikbaar.

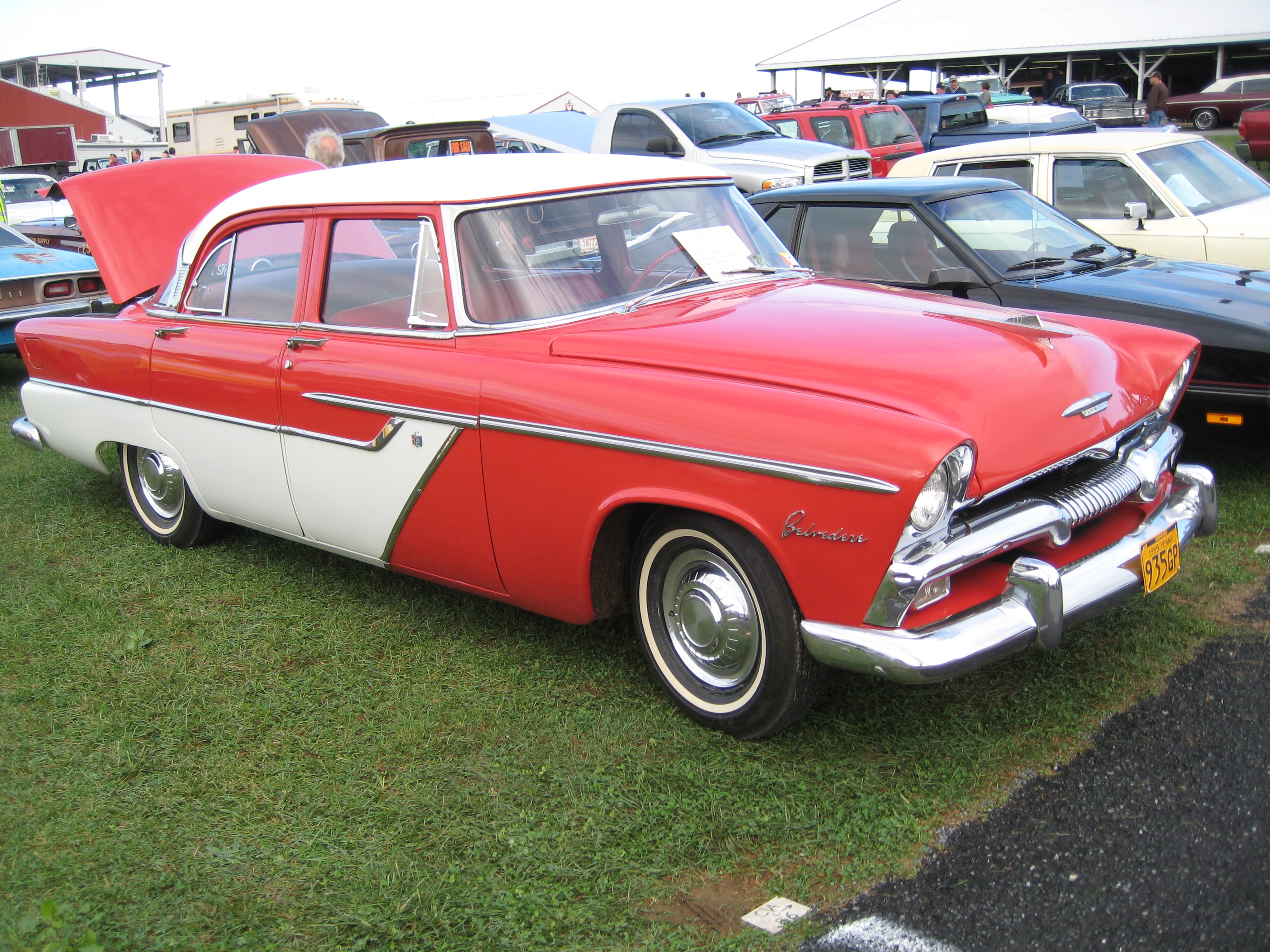
Belvedere vierdeurs sedan (1955)
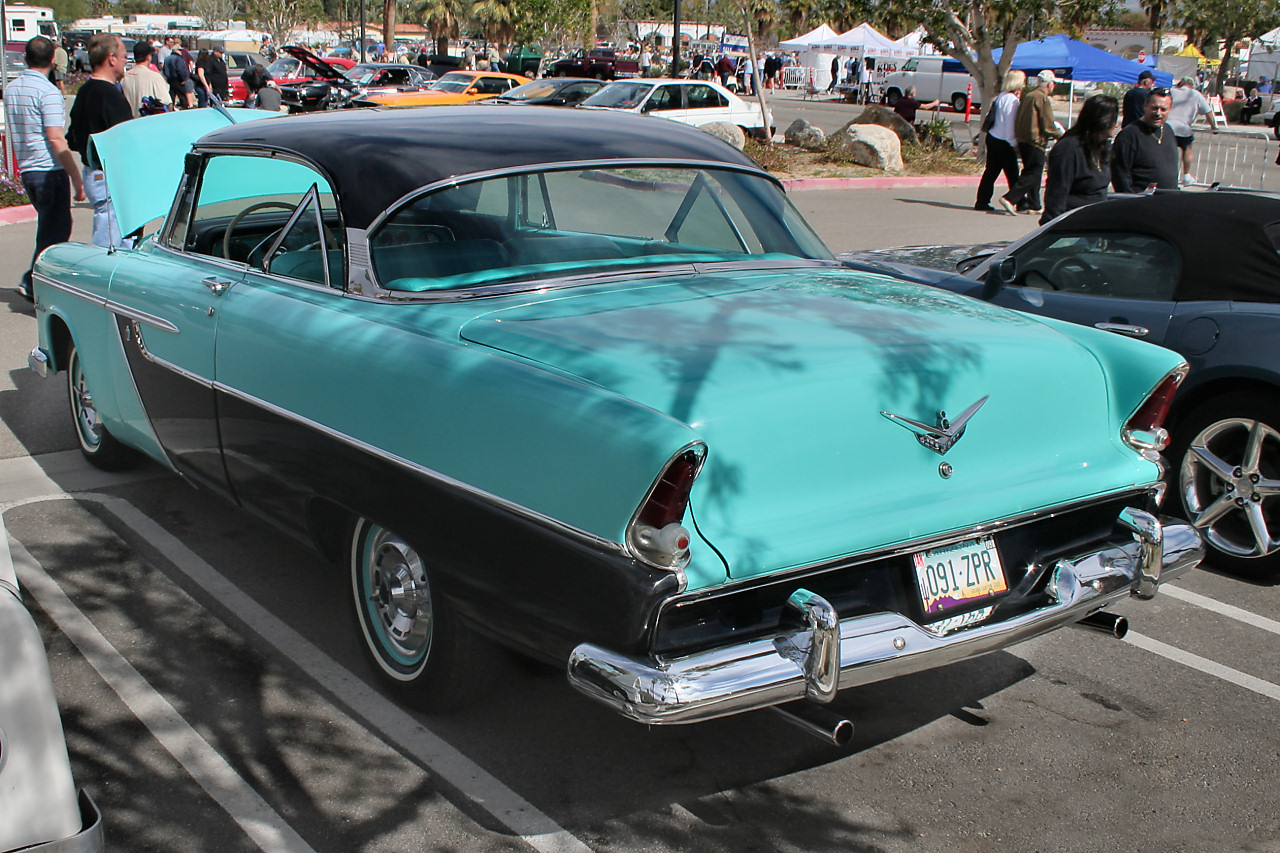
Belvedere Sport Coupé (1955), achteraanzicht
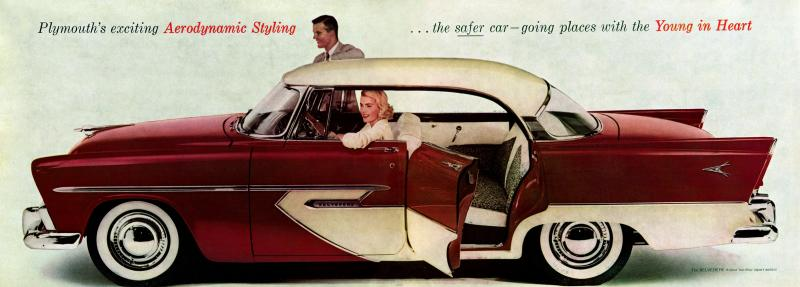
Belvedere Sport Sedan (1956) met staartvinnen

## Derde generatie (1957-1959)
In 1957 liep de verkoop van de Plymouth-modellen als een trein. Met zijn groot radiatorrooster, brede en platte neus, indrukwekkende staartvinnen, gestrekte daklijn en panoramische voorruit was het ontwerp zodanig vooruitstrevend dat Chrysler uitpakte met de reclameslogan 'Nu is het plots 1960!'.
Kopers kregen voortaan de keuze uit enkele of dubbele koplampen: Plymouth installeerde de koplampen in een module die plaats bood aan zowel enkele als dubbele koplampen. Voertuigen met enkele koplampen kregen een richtingaanwijzer naast de koplamp, voertuigen met dubbele koplampen hadden een verborgen richtingaanwijzer boven de koplampen.
Alle modellen waren standaard met een 3,8-liter zes-in-lijn uitgerust, behalve de cabriolet die uitsluitend met een V8-motor leverbaar was. De V8-motoren waren op alle modellen als optie verkrijgbaar. Naast de standaard handgeschakelde versnellingsbak was ook een optionele tweetraps automatische transmissie beschikbaar. De V8-motoren konden met een optionele drietraps automatische transmissie geleverd worden.
1958 was het laatste jaar waarin de Belvedere het topmodel van Plymouth was. De styling was een voortzetting van de modellen uit 1957. Nieuw was de optionele 5,7-liter "big-block" V8-motor met dubbele carburateurs.
In 1959 werd de Fury het nieuwe topmodel van Plymouth met een volledig assortiment sedans en coupés. De Belvedere werd vlak onder de Fury gepositioneerd. De Savoy werd het instapmodel en de Plaza werd stopgezet.

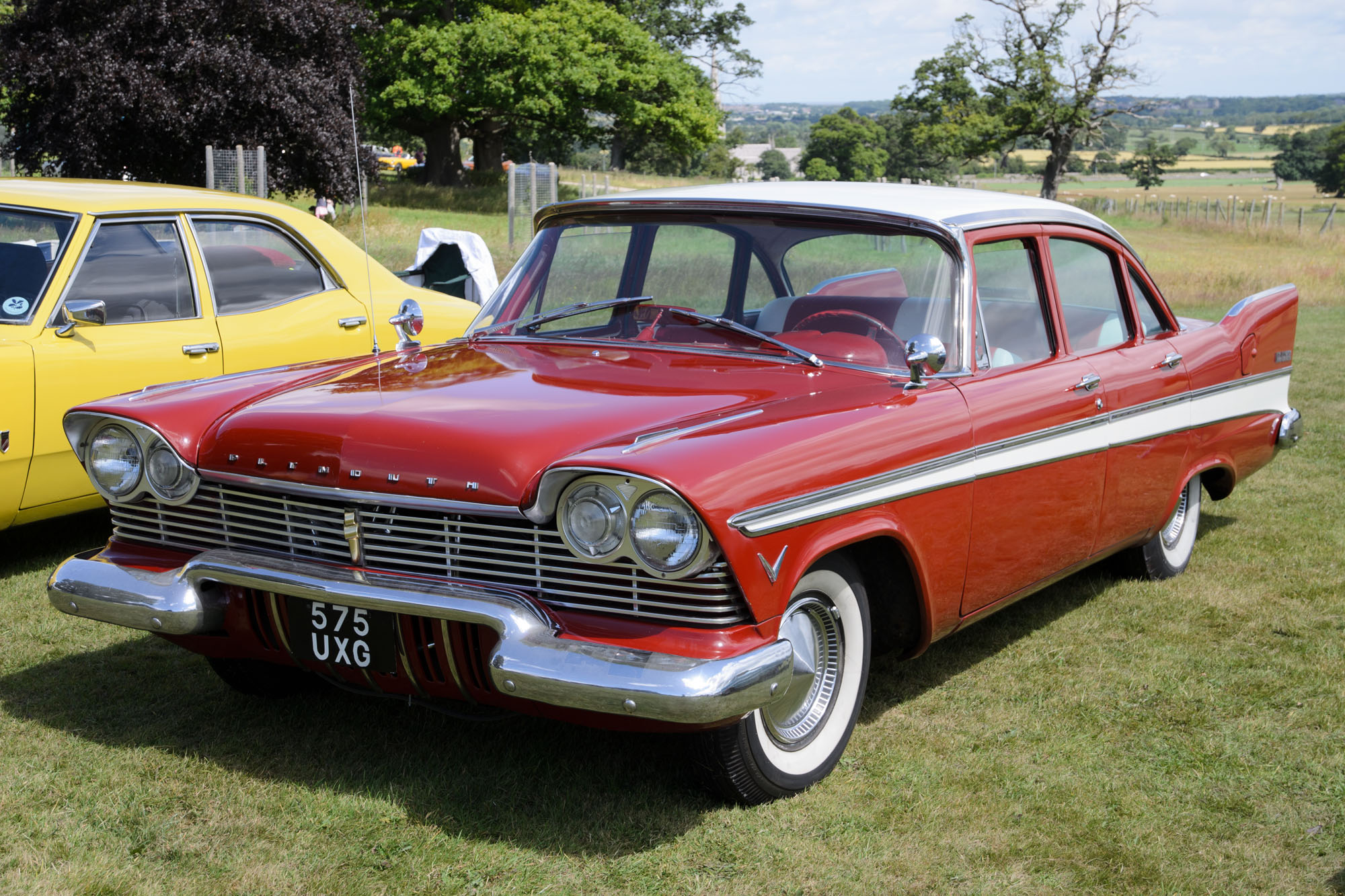
Belvedere vierdeurs sedan (1957)
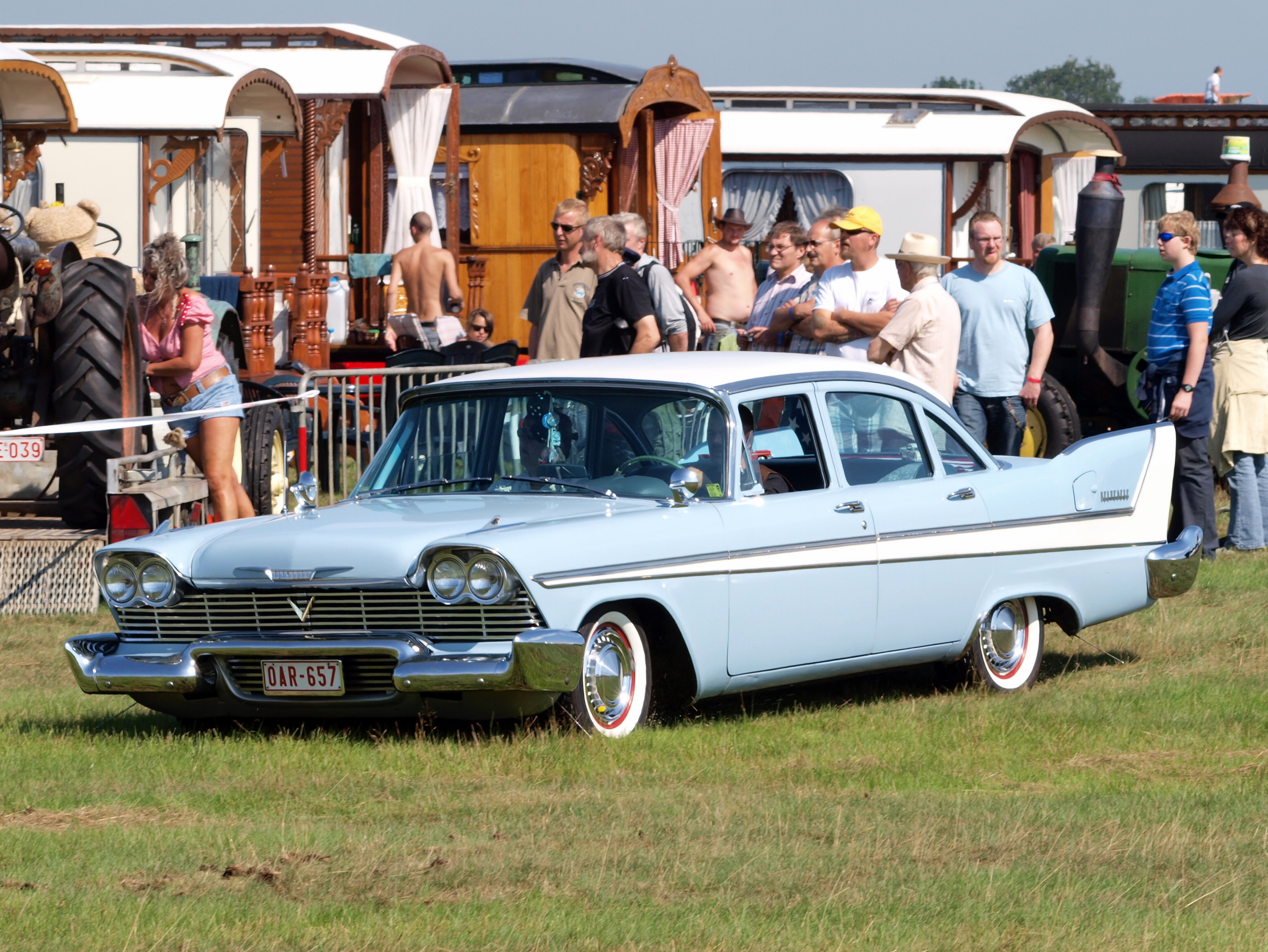
Belvedere vierdeurs sedan (1958)
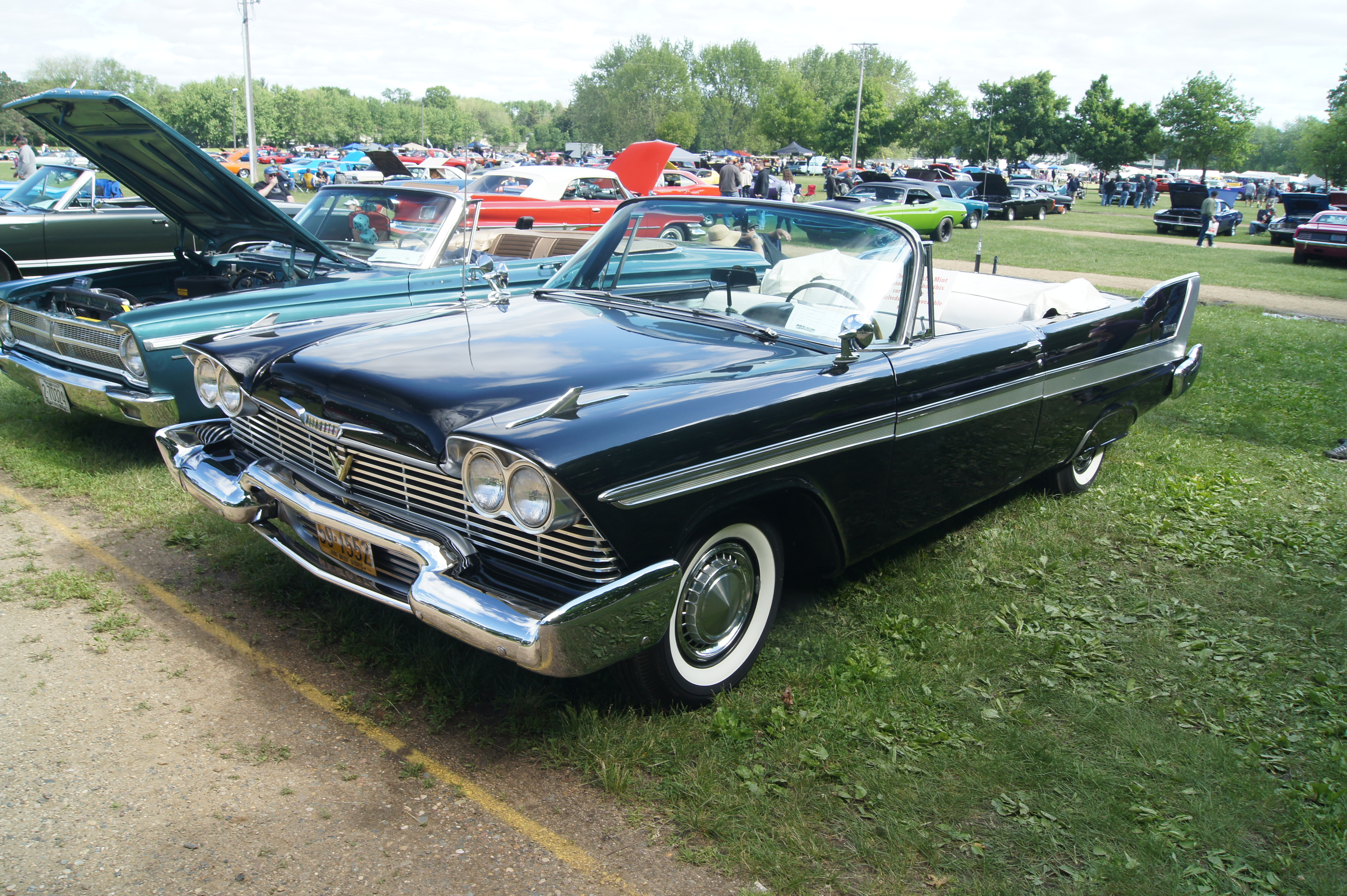
Belvedere cabriolet (1958)
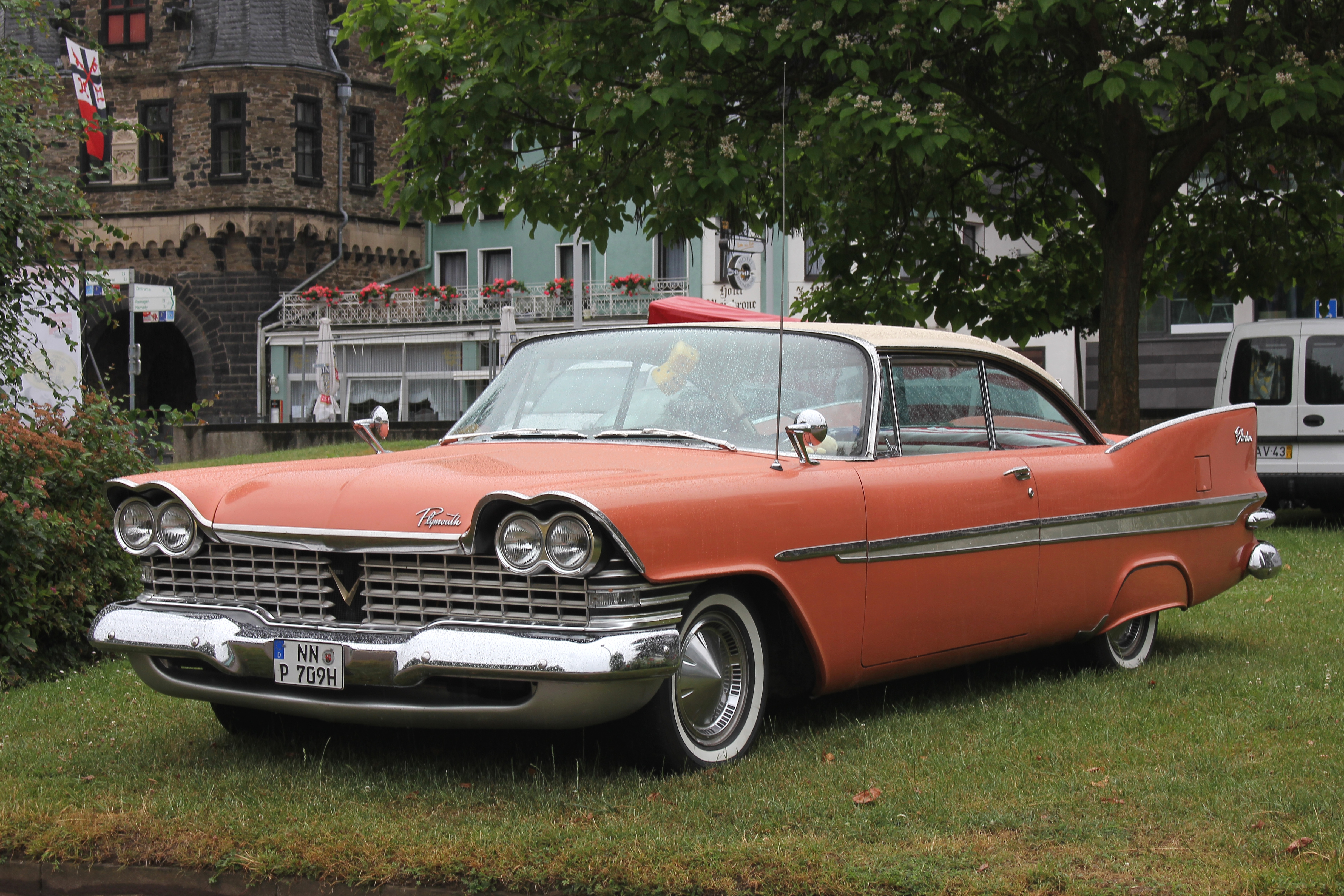
Belvedere tweedeurs hardtop (1959)
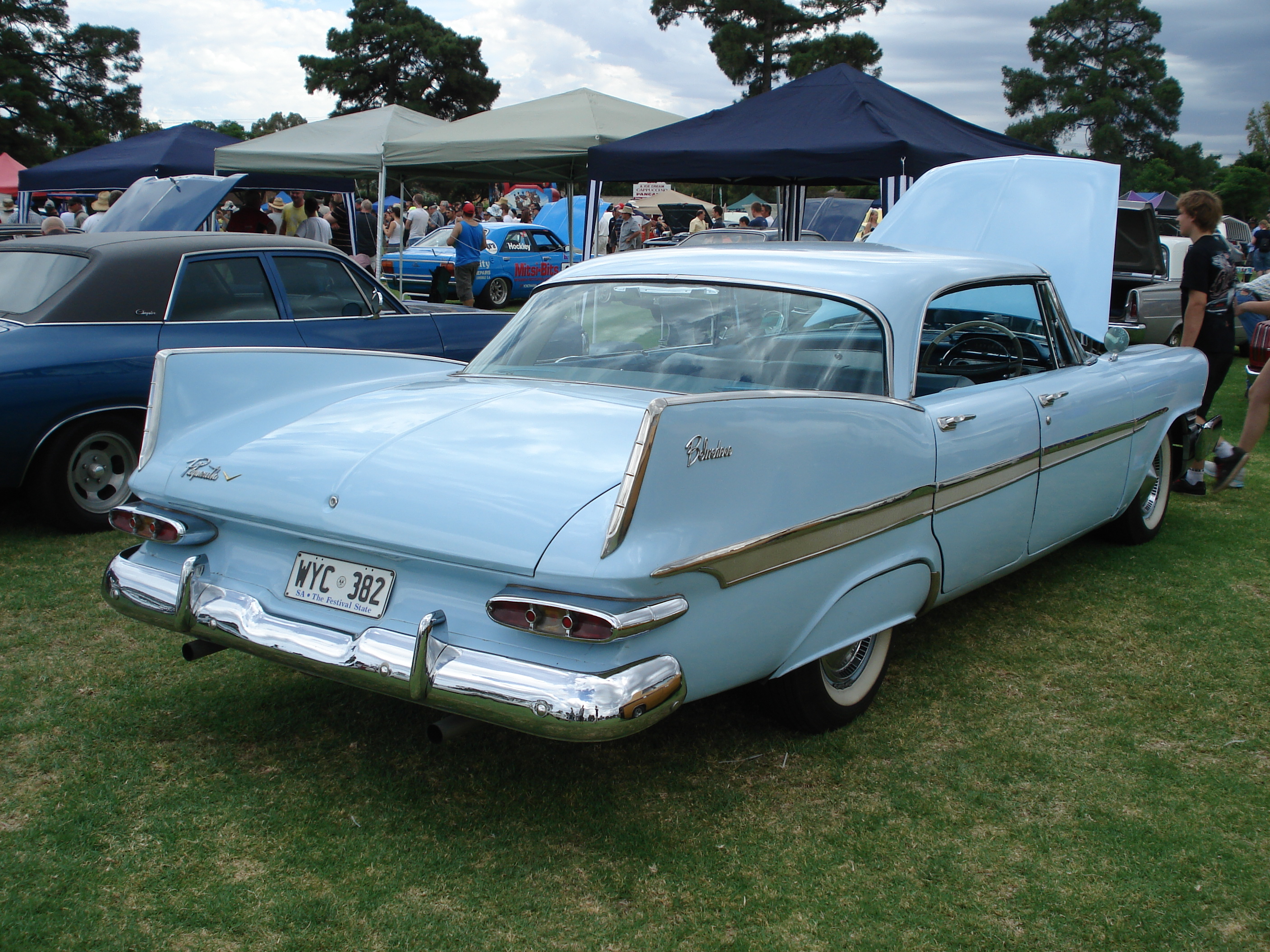
Belvedere vierdeurs hardtop (1959), achteraanzicht

## Vierde generatie (1960-1961)
Onder Chrysler-president William Newberg werd het stylingteam van Virgil Exner aangemoedigd om de styling tot in het extreme door te trekken, waardoor de modellen uit 1960 in de volksmond de "jukebox op wielen" werden genoemd en de modellen uit 1961 zonder staartvinnen niet goed werden ontvangen, ondanks het feit dat staartvinnen stilaan uit de mode begonnen te geraken.
De zelfdragende carrosserie werd over de hele lijn geïntroduceerd hoewel sommige Plymouths er al eerder gebruik van maakten, zoals de hardtop coupé uit 1953. Hierdoor werd het chassis geëlimineerd.
In 1960 kreeg de Belvedere een gloednieuwe standaard 3,7-liter zescilinder lijnmotor, die een lagere motorkaplijn mogelijk maakte. Deze motor werd bekend om zijn extreem robuuste constructie, uitzonderlijke betrouwbaarheid en lange levensduur. De V8-motoren met een cilinderinhoud van 5,2 liter en 5,9 liter bleven optioneel verkrijgbaar.
De vierde generatie Belvedere was de laatste generatie die zich in de hogere middenklasse situeerde.

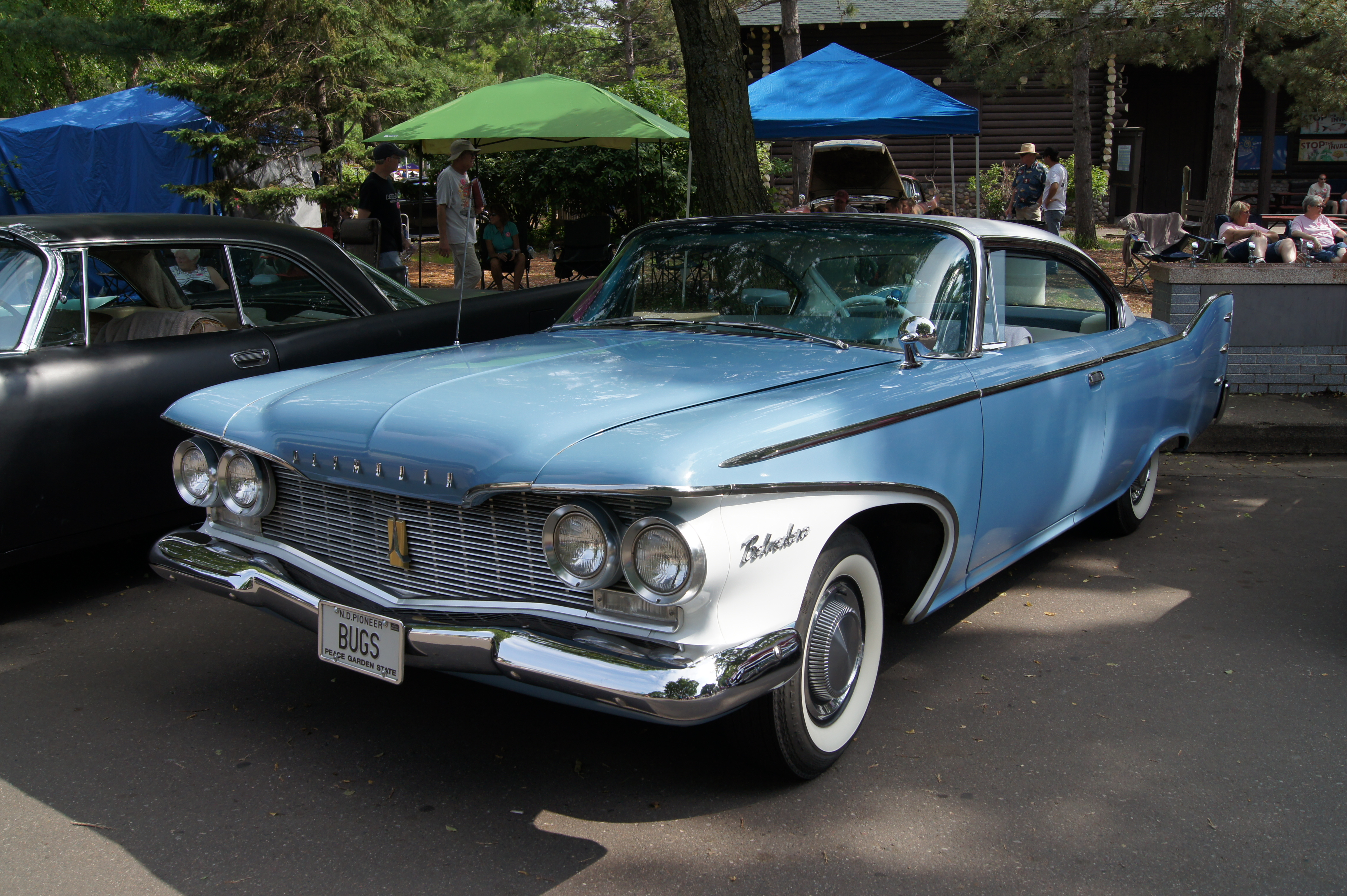
Belvedere tweedeurs hardtop (1960)
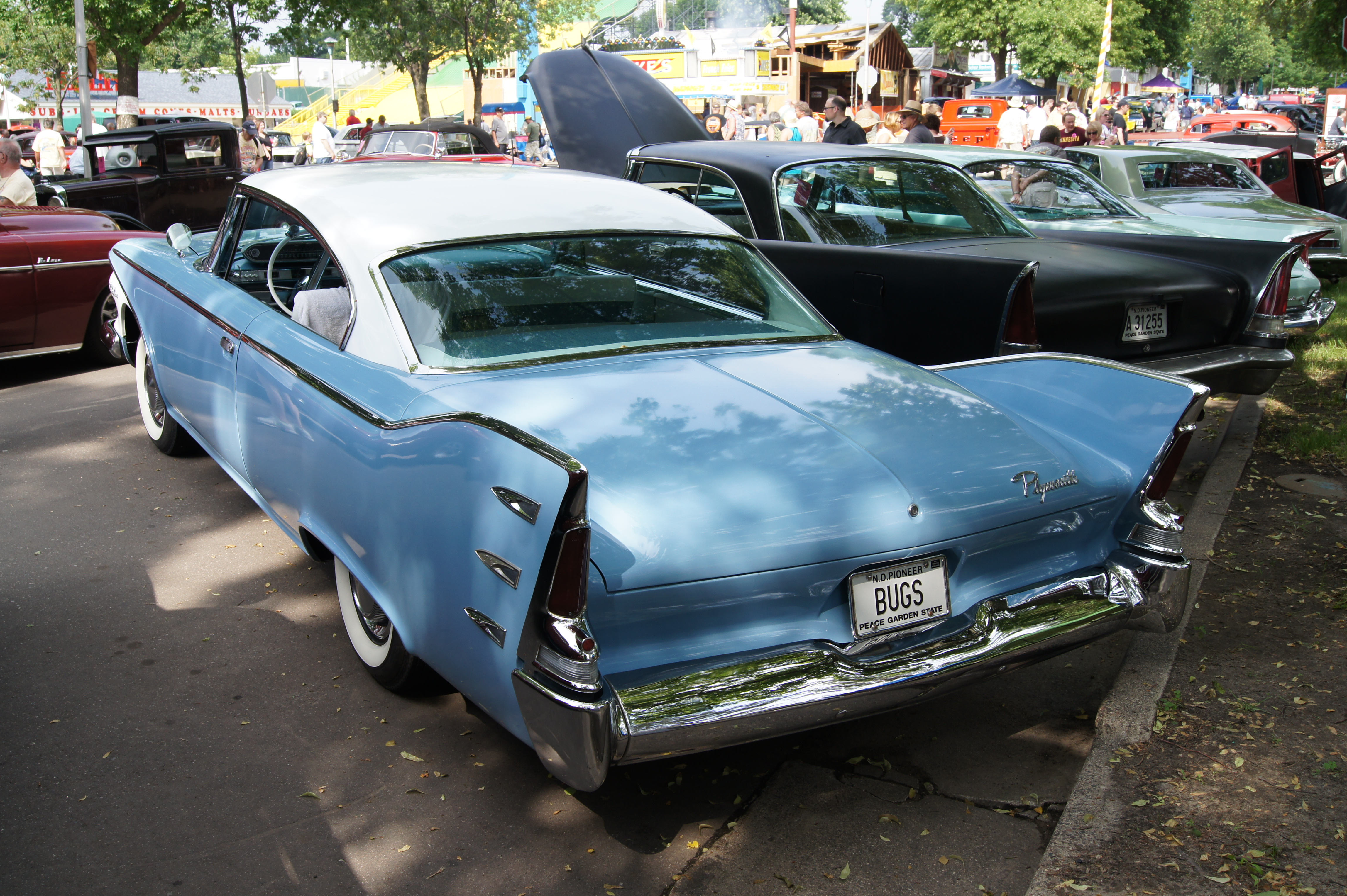
Belvedere tweedeurs hardtop (1960), achteraanzicht
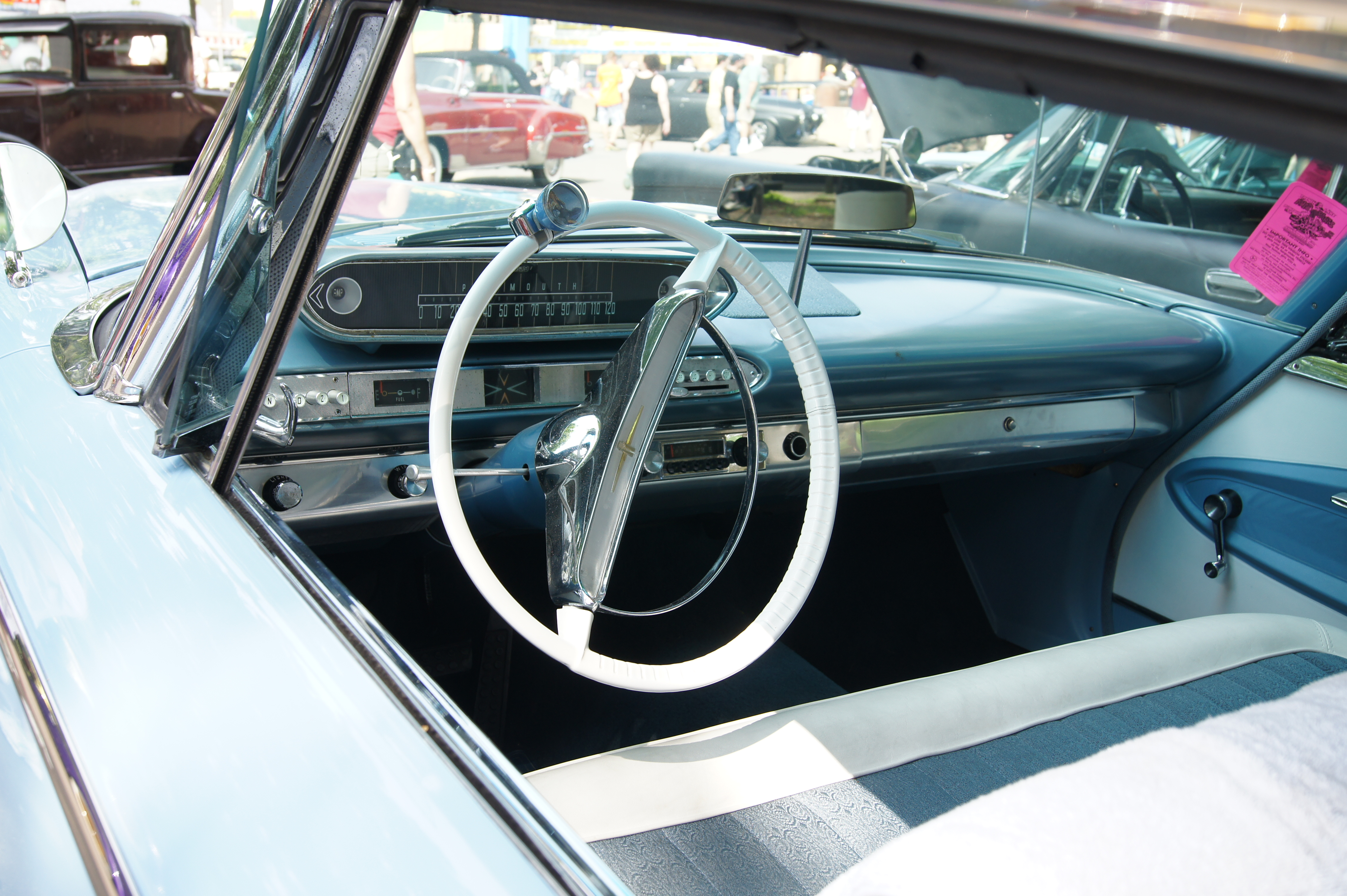
Belvedere tweedeurs hardtop (1960), interieur
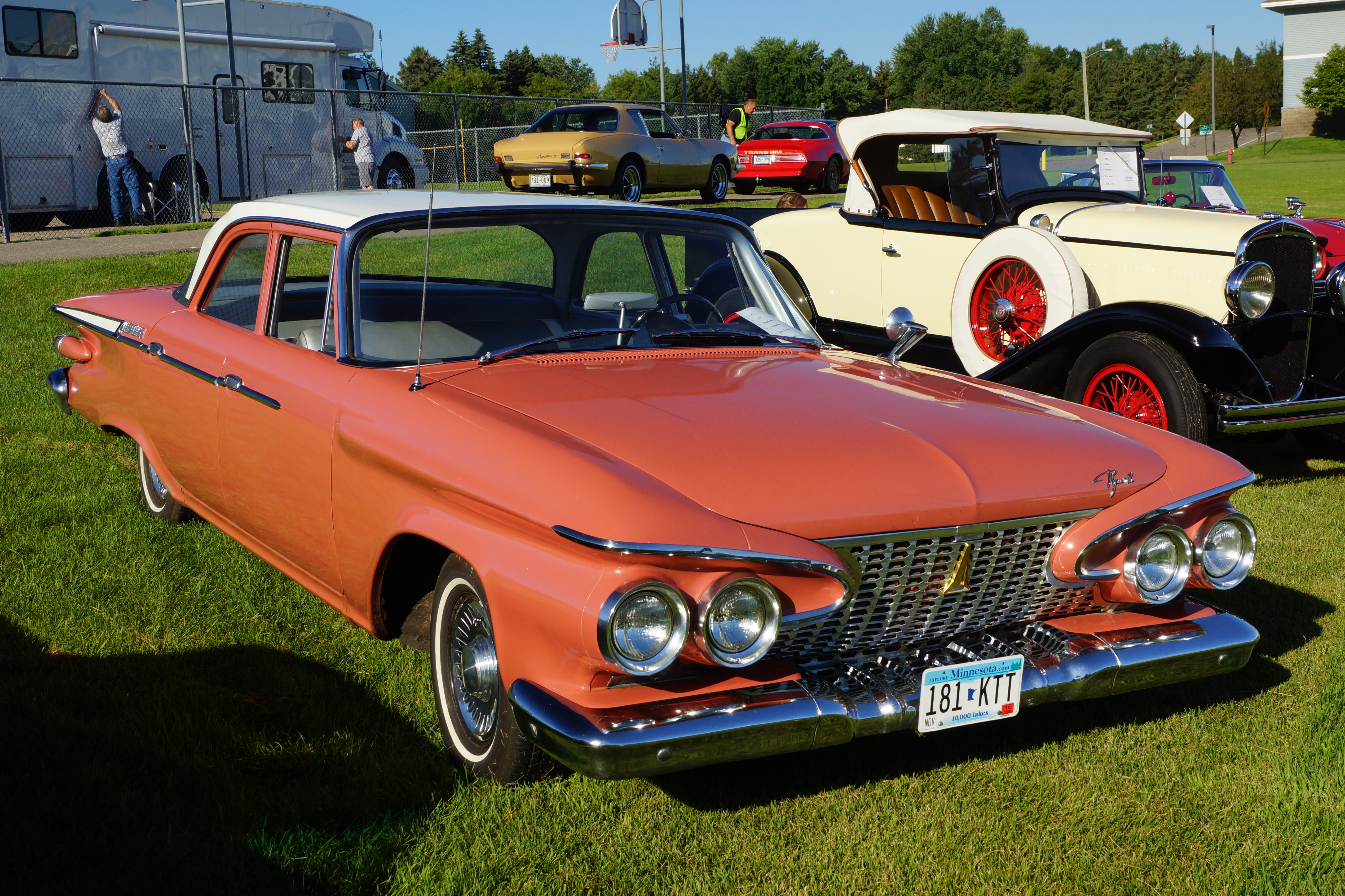
Belvedere vierdeurs sedan (1961)
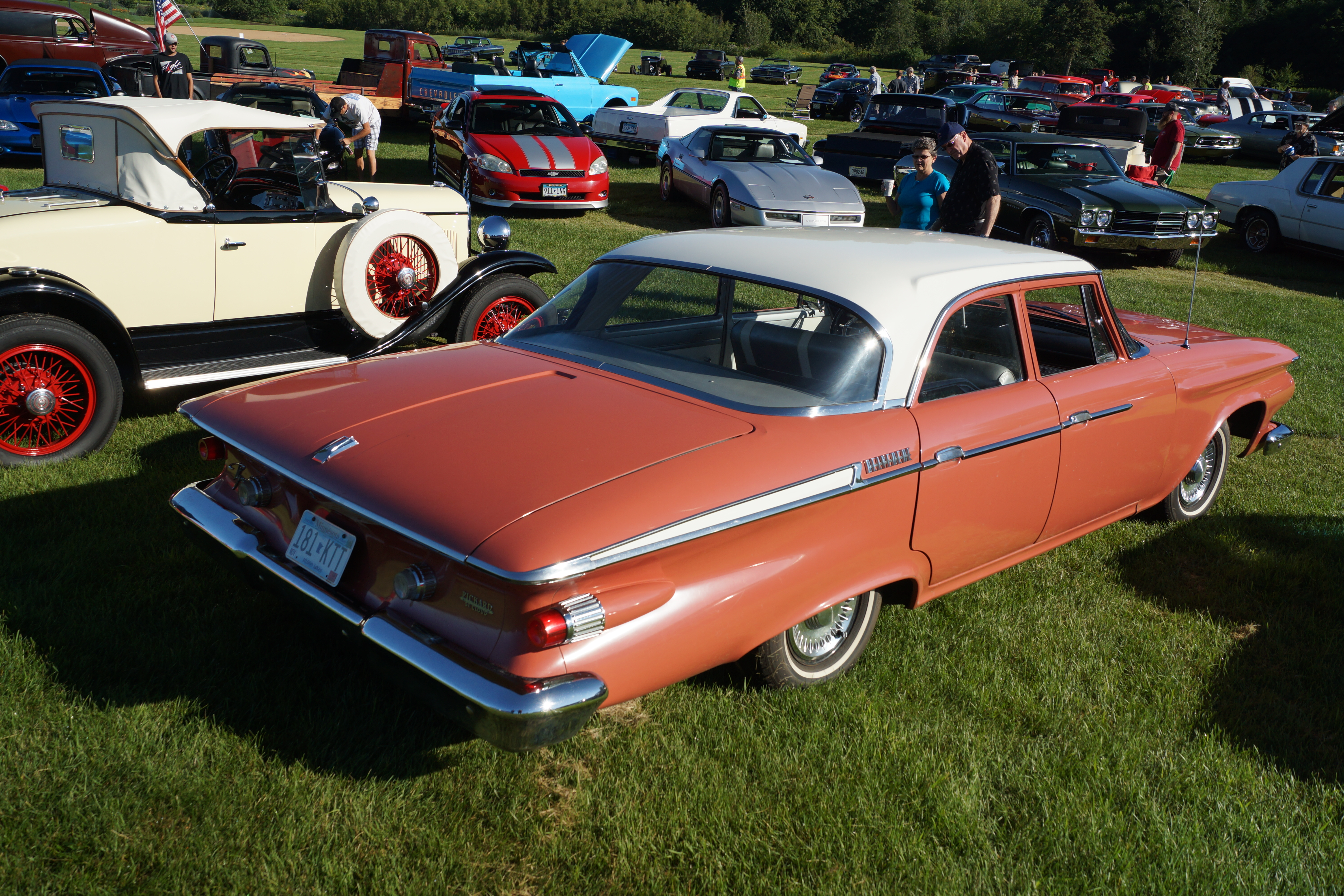
Belvedere vierdeurs sedan (1961), achteraanzicht
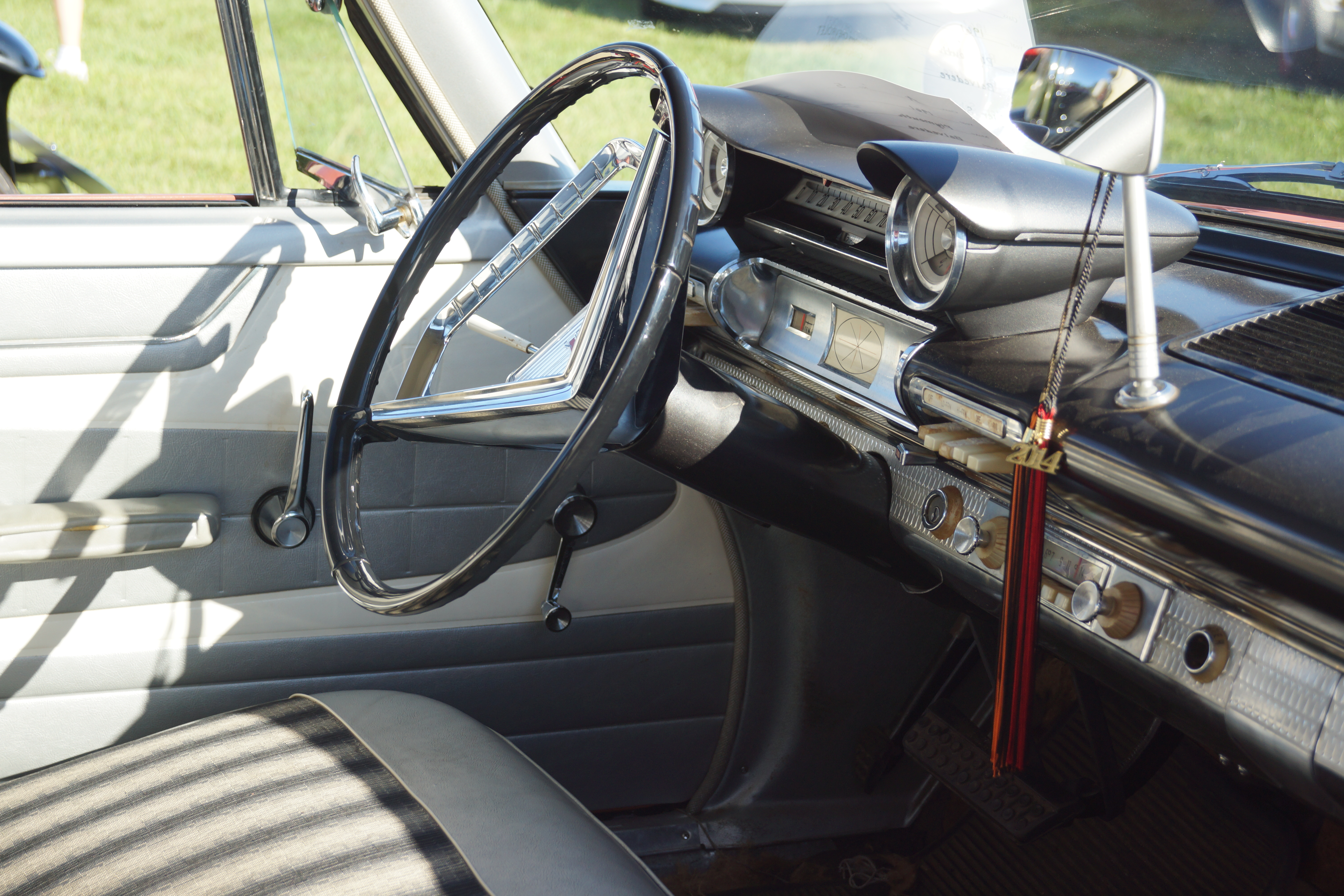
Belvedere vierdeurs sedan (1961), interieur

## Vijfde generatie (1962-1964)
De vijfde generatie Belvedere kwam in 1962 op de markt. Deze nieuwe Belvedere (en Fury) met compactere buitenafmetingen werd gepositioneerd in de middenklasse. Amerikaanse autokopers leefden destijds echter in de gedachte "groter is beter" en de verkoop van deze modellen leed daaronder. De eigenaars van de kleinere Belvedere met zijn zescilindermotor en automatische transmissie waren echter wel tevreden, onder andere door zijn zuinig brandstofverbruik.
De modellen uit 1963 en 1964 gebruikten hetzelfde unibody-platform, maar kregen een facelift om er langer en breder uit te zien. De nieuwe daklijn van de Belvedere viel in de smaak, waardoor de verkoop aanzienlijk verbeterde ten opzichte van het vorige ontwerp.
De Belvedere uit 1964 was ook de auto die werd gebruikt om de 7,0-liter Hemi V8-motor van Chrysler te introduceren. Met deze Hemi-Belvederes behaalde Plymouth de eerste, tweede en derde plaats tijdens de NASCAR-race in Daytona in 1964.

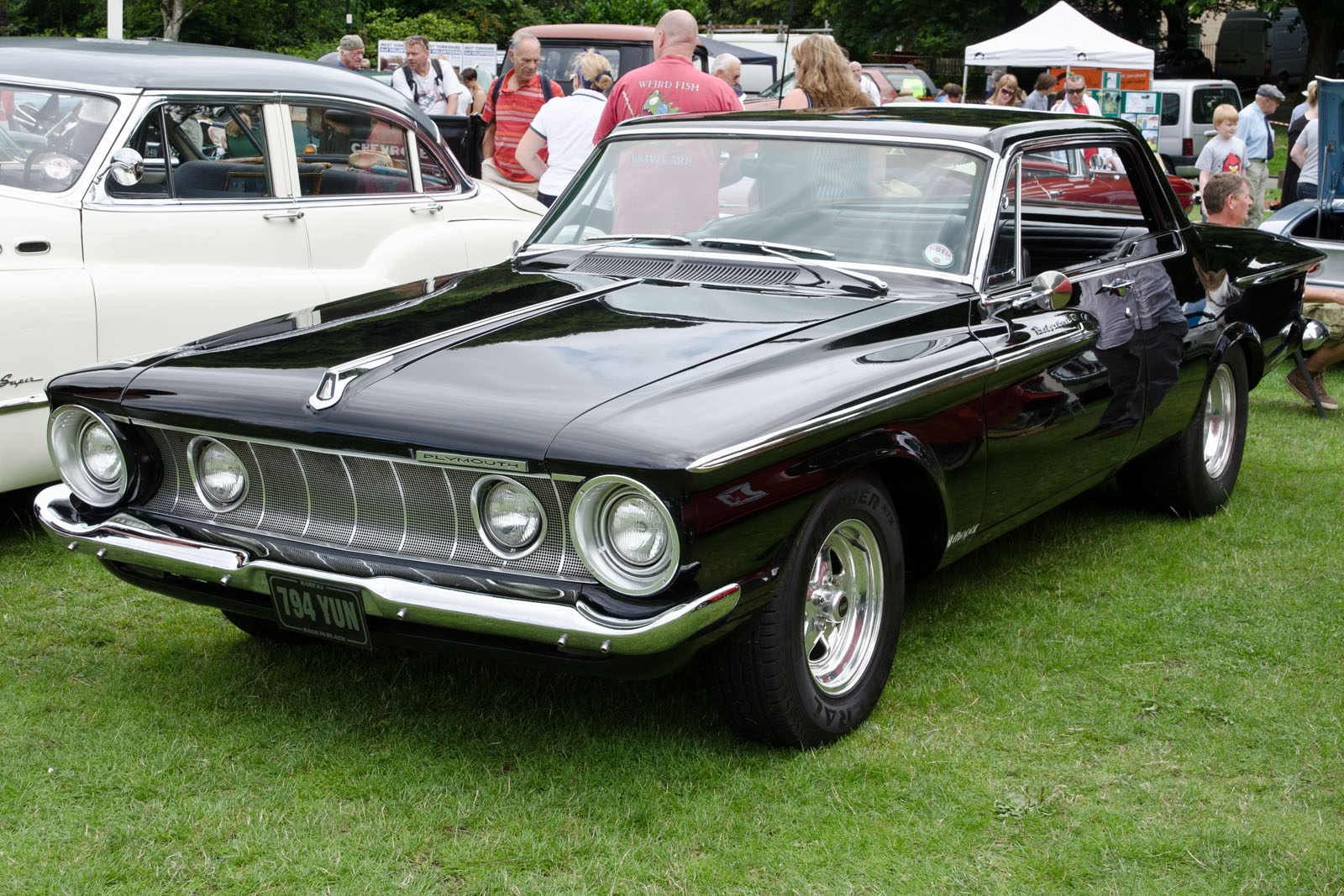
Belvedere tweedeurs hardtop (1962)
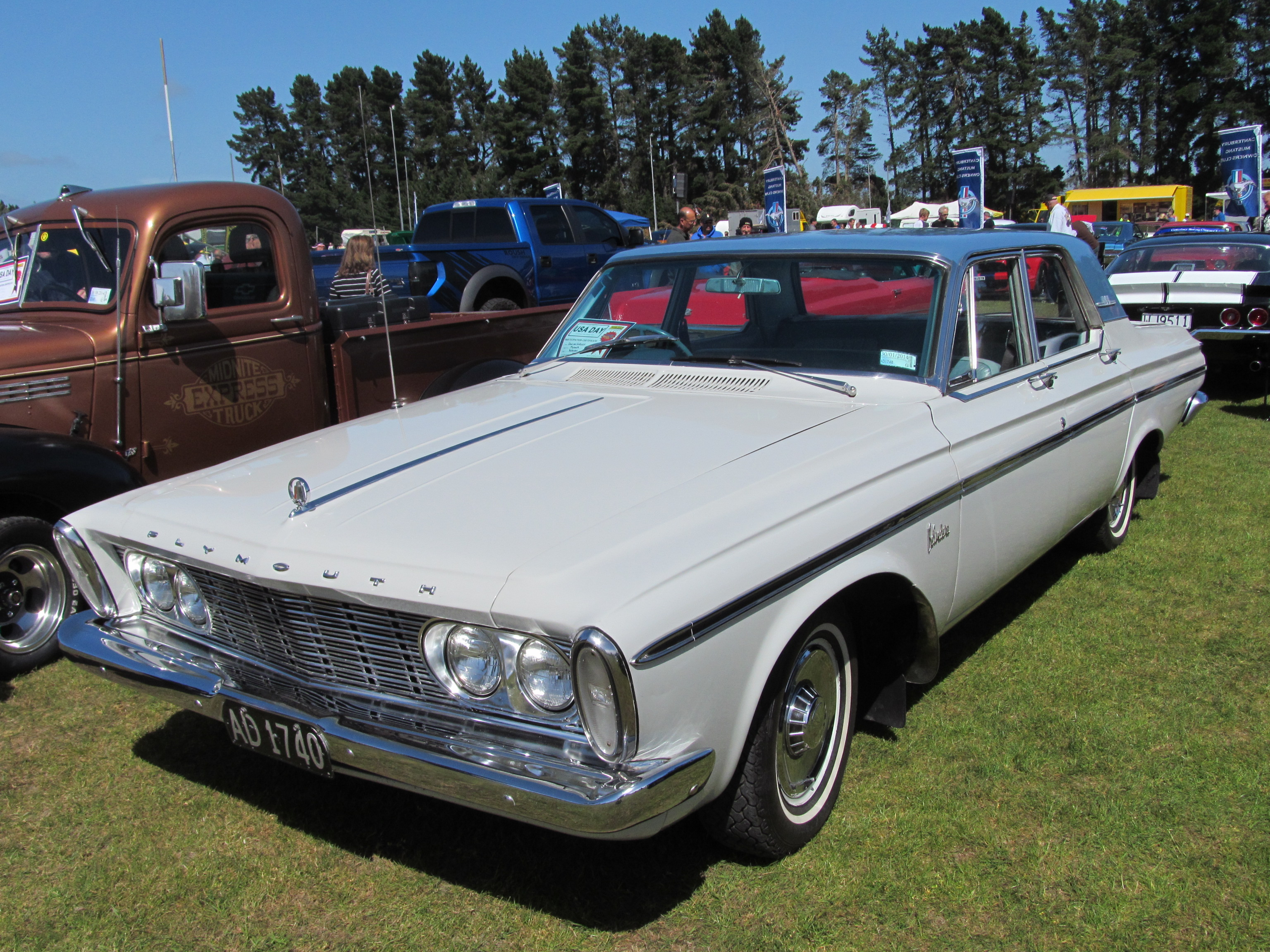
Belvedere vierdeurs sedan (1963)
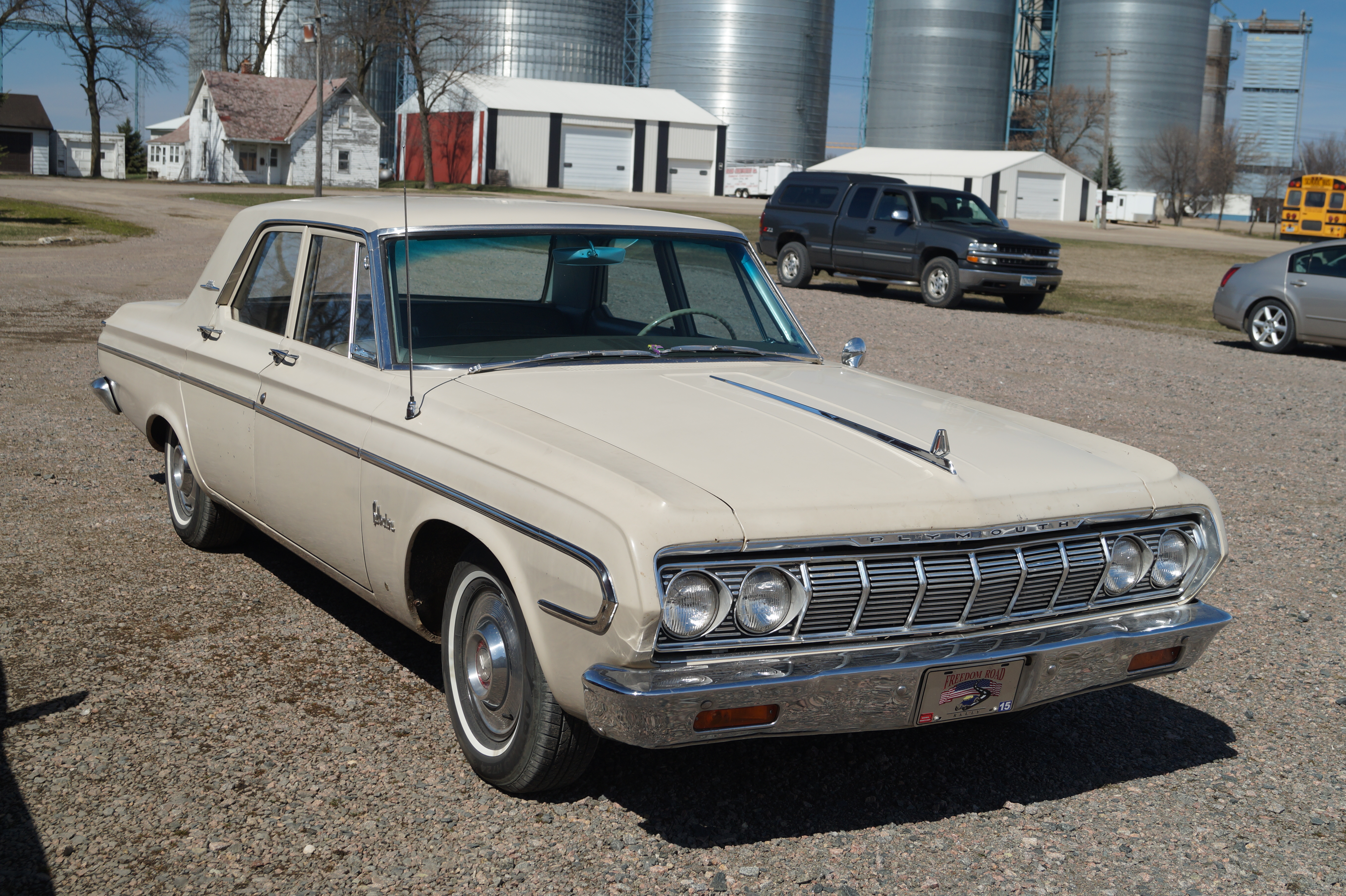
Belvedere vierdeurs sedan (1964)

## Zesde generatie (1965-1967)
In 1965 positioneerde Plymouth de Fury opnieuw in de hogere middenklasse, de Belvedere bleef een middenklasser. De zesde generatie Belvedere veranderde weinig, de meeste afmetingen en gewichten bleven hetzelfde. De Belvedere-modellijn werd onderverdeeld in de Belvedere I, Belvedere II en Satellite. Die laatste was alleen verkrijgbaar als hardtopcoupé en cabriolet met als standaardmotor een 4,5-liter V8. In 1966 kregen de auto's een facelift en in 1967 werd de krachtige GTX toegevoegd.

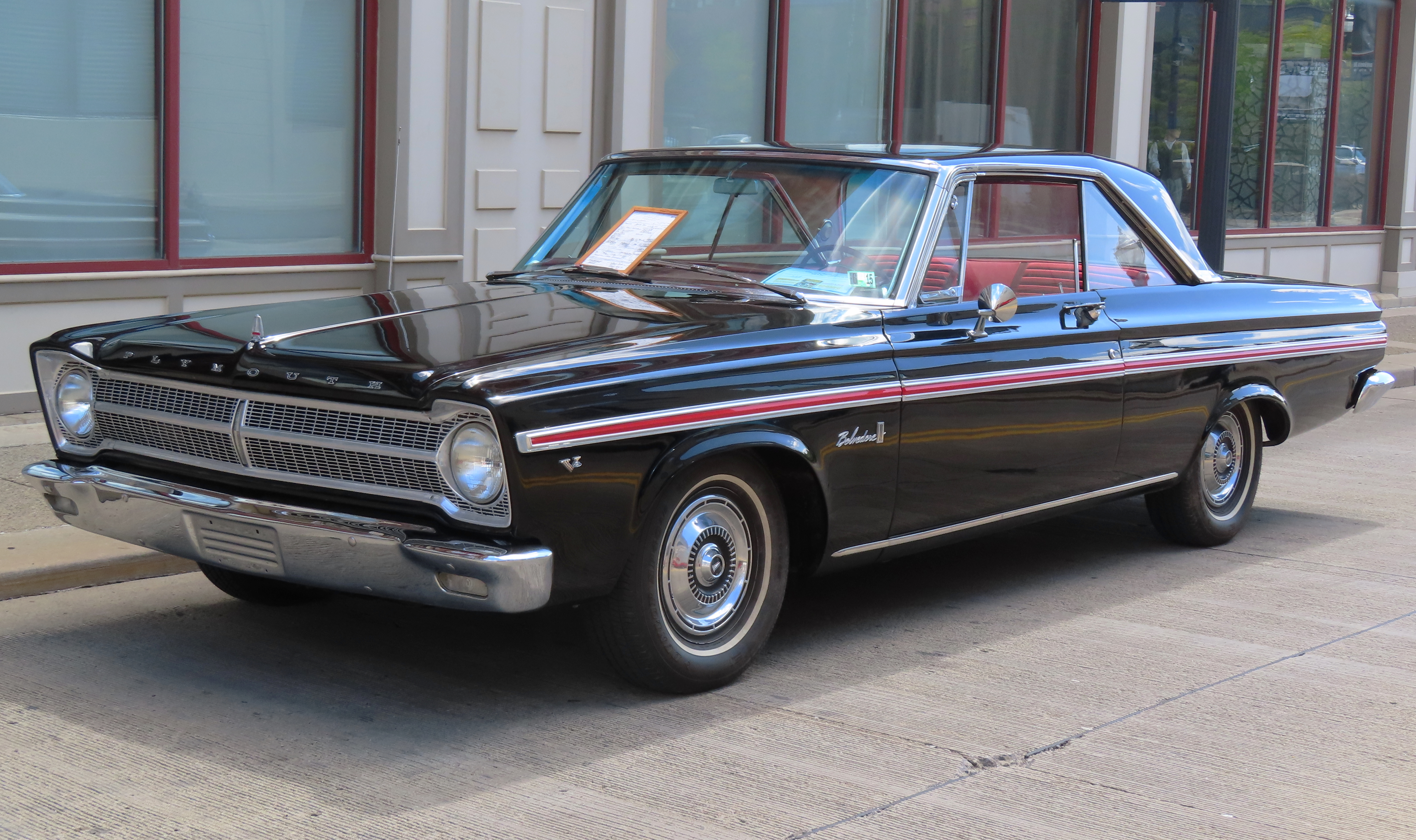
Belvedere II tweedeurs hardtop (1965)
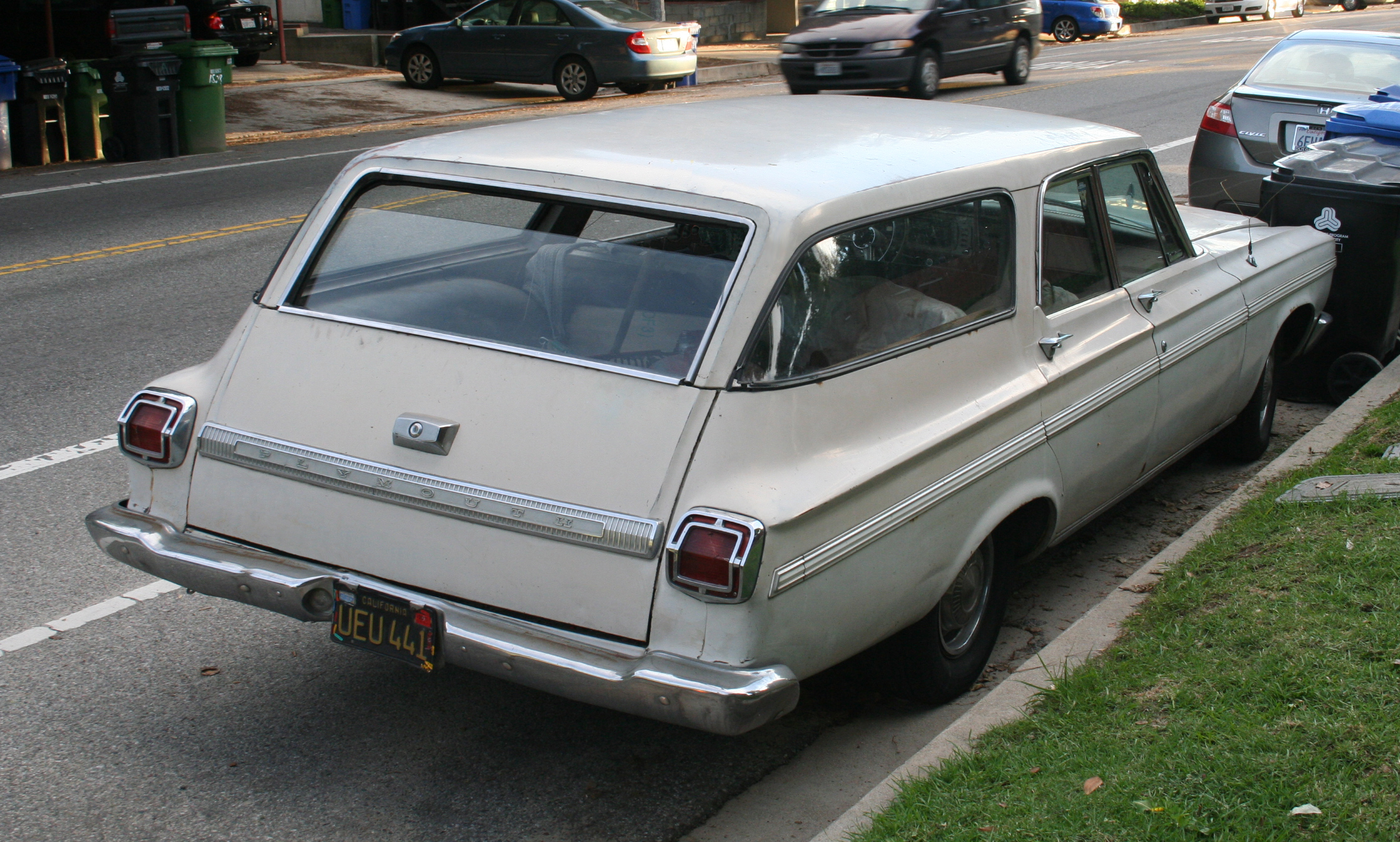
Belvedere II stationwagen (1965)
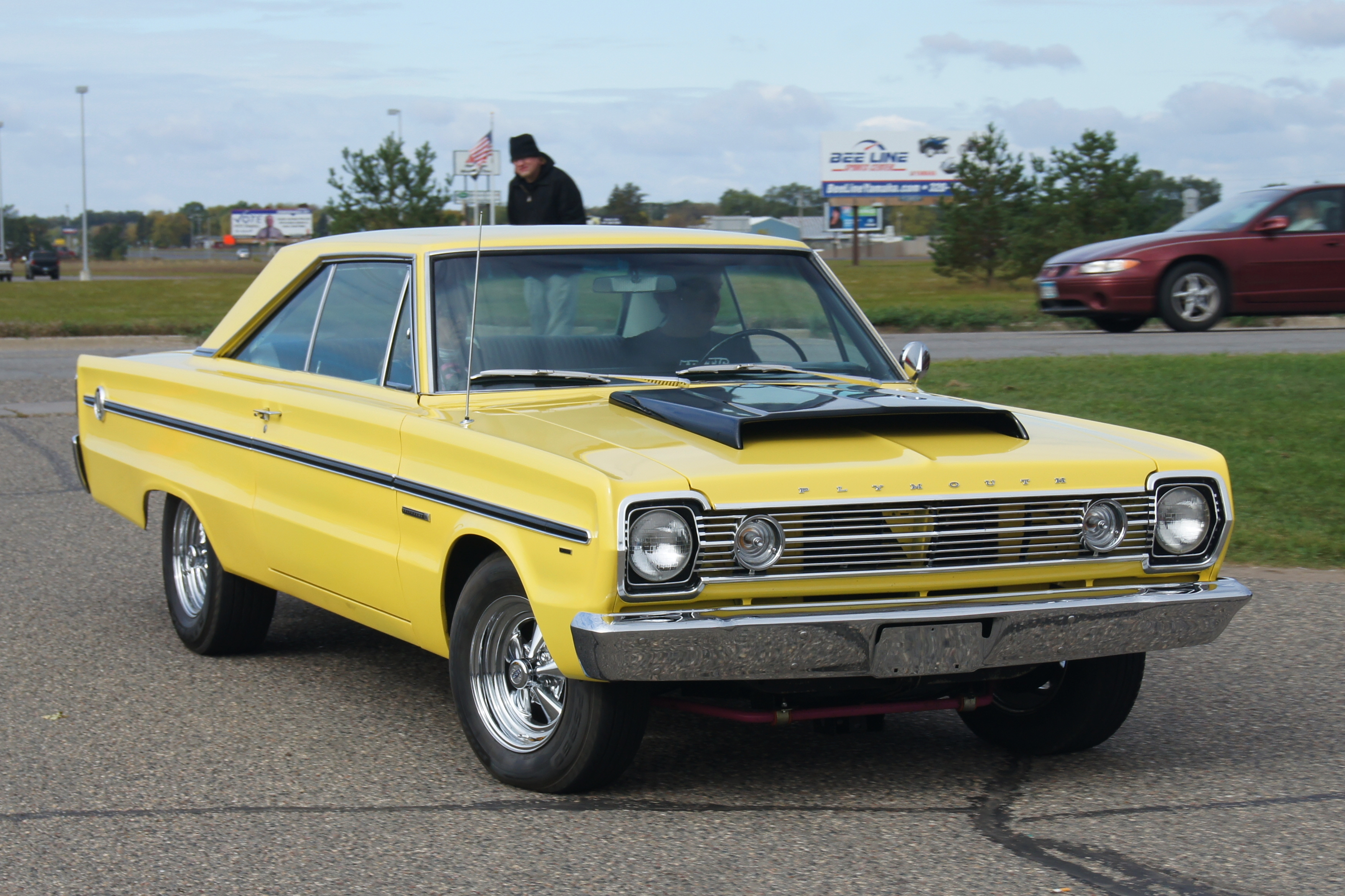
Belvedere Satellite tweedeurs hardtop (1966)
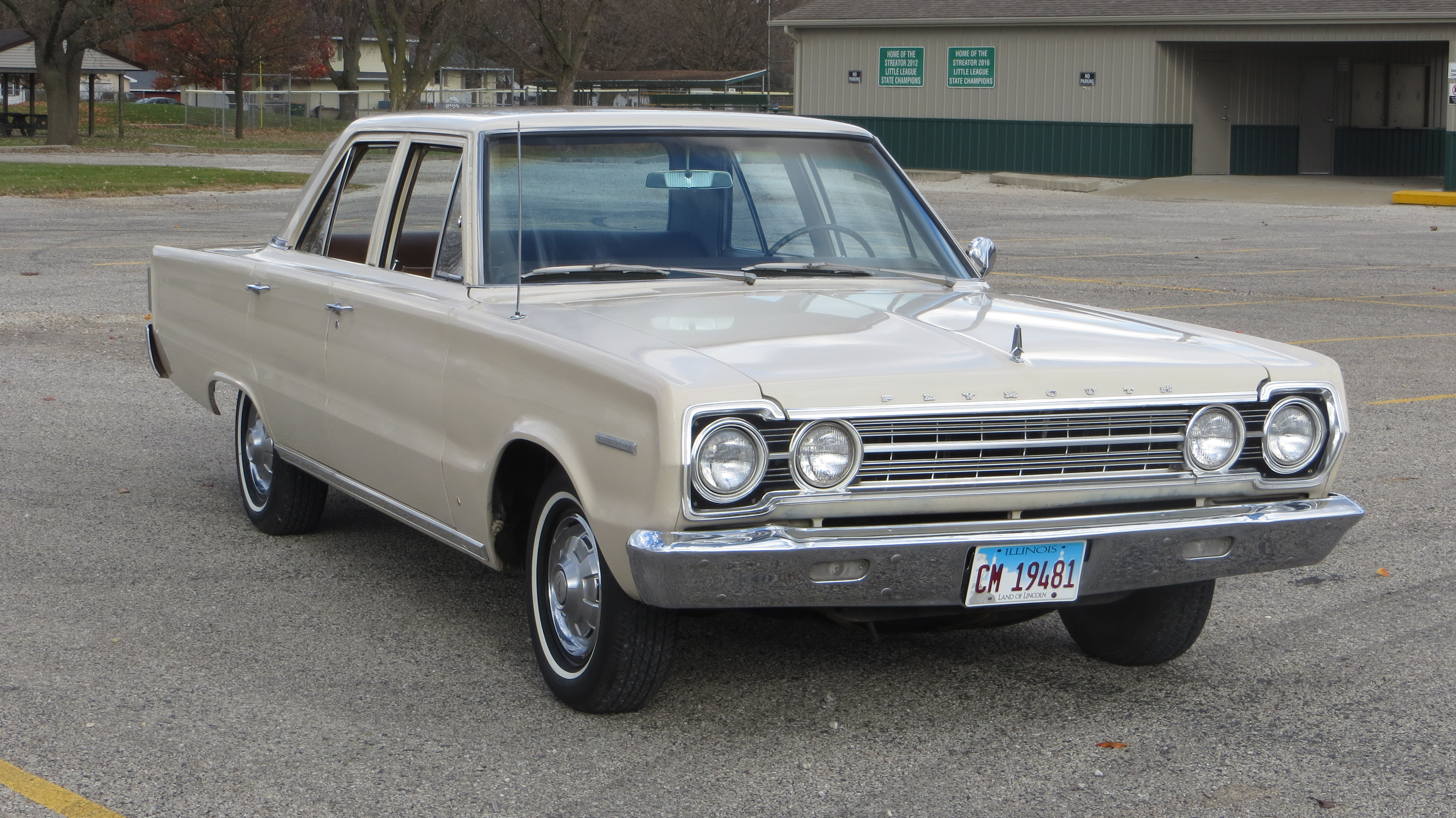
Belvedere I vierdeurs sedan (1967)
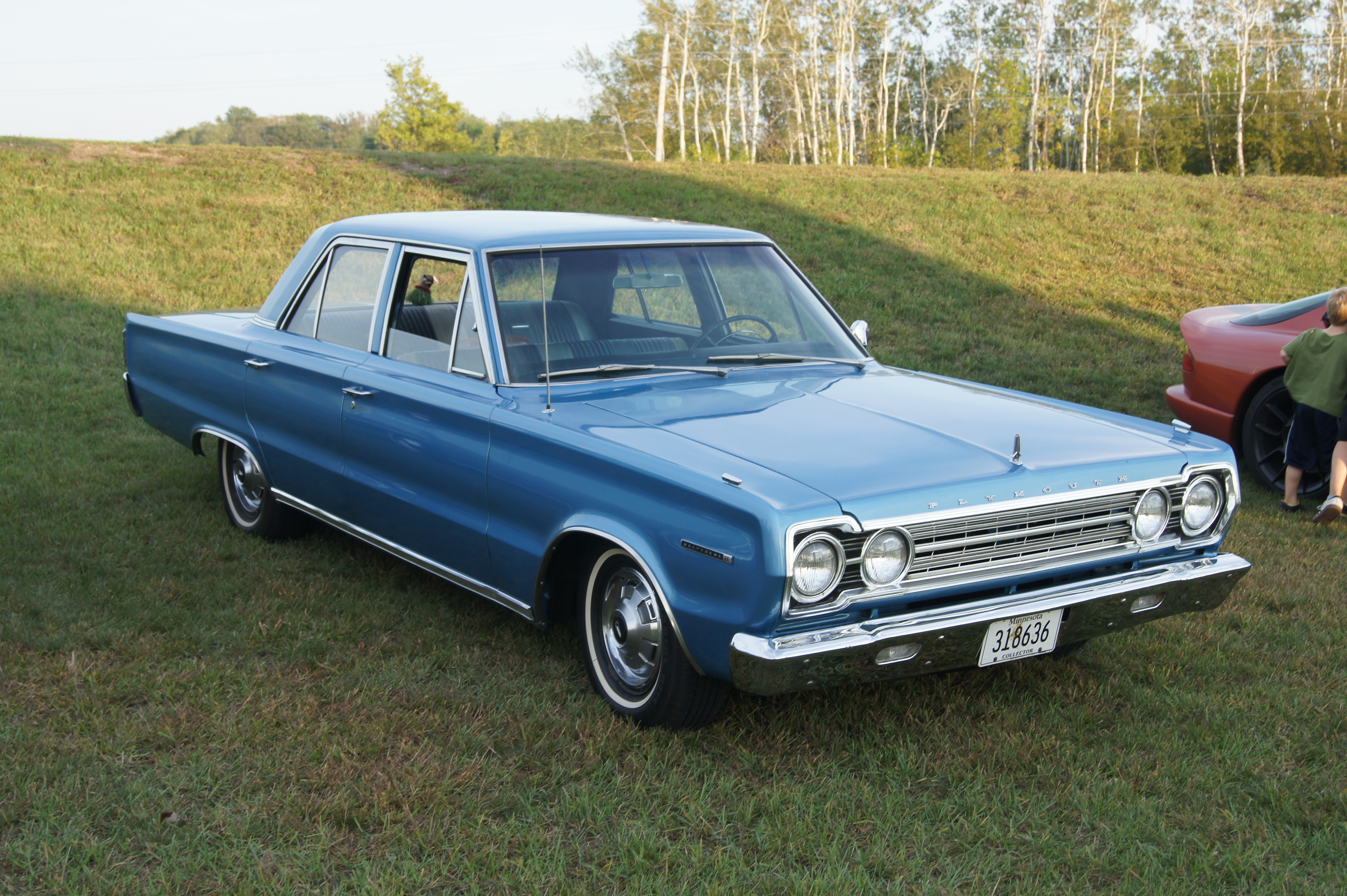
Belvedere II vierdeurs sedan (1967)

## Zevende generatie (1968-1970)
In 1968 kreeg de Belvedere een zogenaamde "Coke Bottle Styling", een carrosserieontwerp met een smal midden omgeven door uitlopende spatborden. Dit ontwerp dankt zijn naam aan de gelijkenis met een klassiek Coca-Cola-flesje. De Belvedere II werd geschrapt en het assortiment werd uitgebreid met een Sport Satellite.
Er werd een nieuwe lichtgewicht 5,2-liter V8-motor geïntroduceerd die tot het einde van de Belvedere beschikbaar bleef. De Plymouth Road Runner werd op de markt gebracht als een goedkoop, krachtig alternatief voor de GTX.
De naam Belvedere werd eind 1970 geschrapt en vervangen door de naam Satellite, die oorspronkelijk gereserveerd was voor de duurdere Belvederes. In 1975 veranderde de naam Satellite in Fury en het Fury-model uit de hogere middenklasse kreeg de naam Gran Fury.

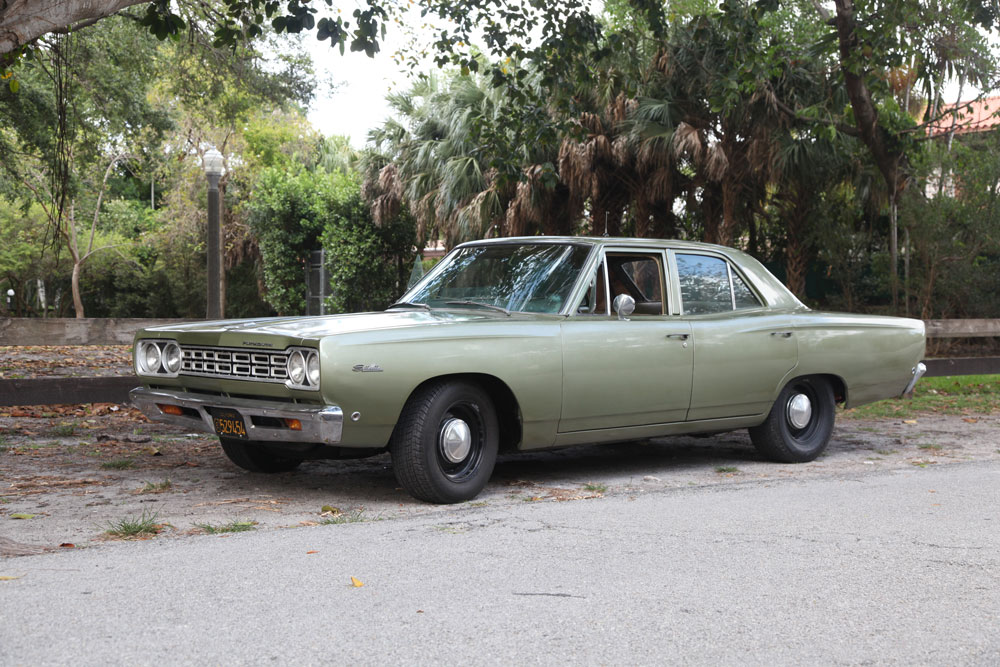
Satellite (1968)
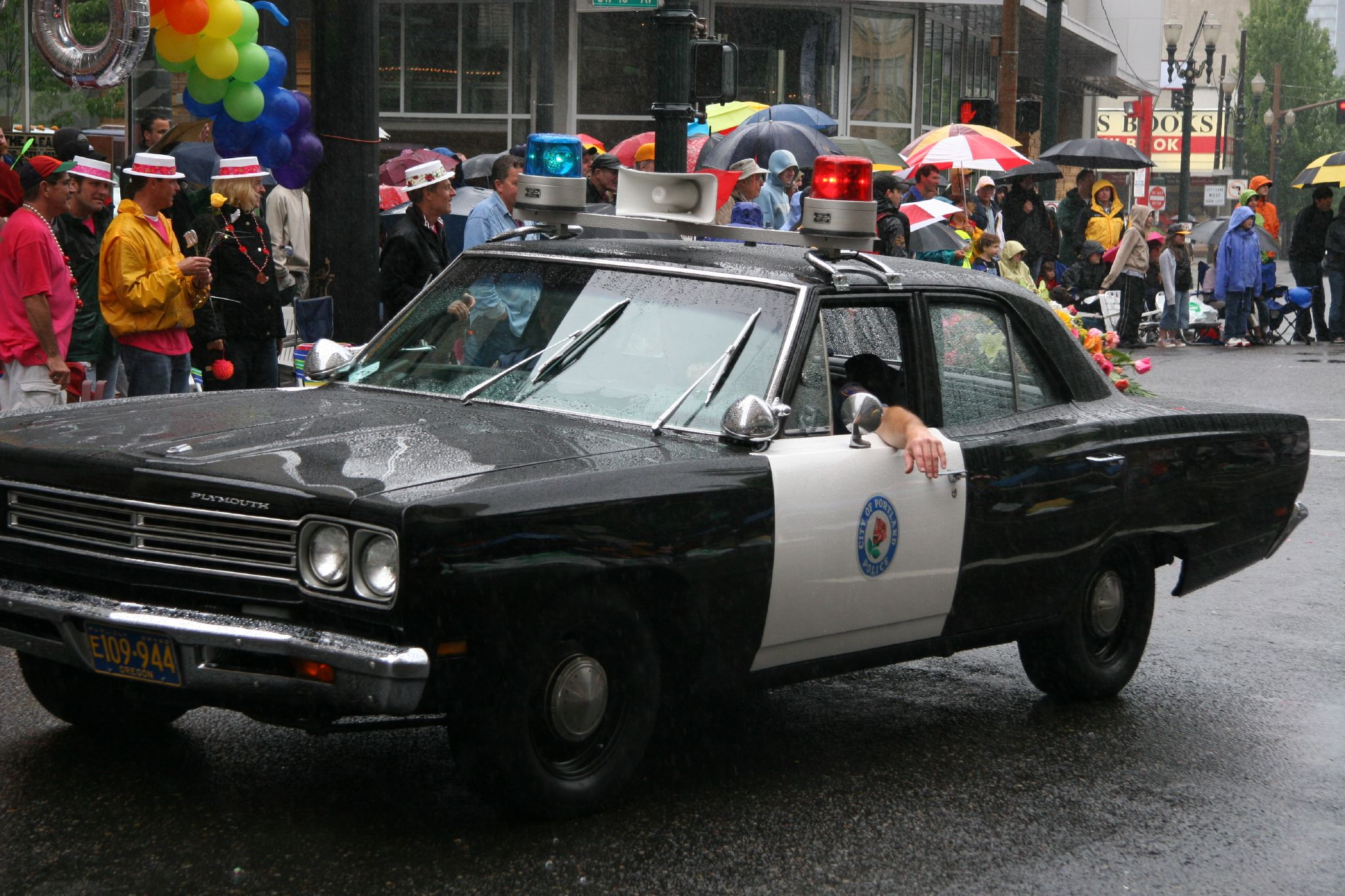
Belvedere politiewagen (1969)

## Miss Belvedere

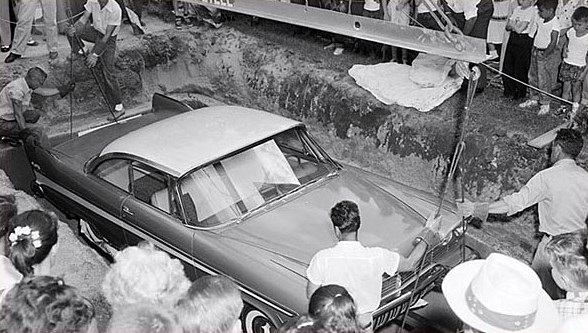
Miss Belvedere wordt begraven in 1957

Tijdens het 50-jarig bestaan van Oklahoma werd een gloednieuwe Plymouth Belvedere uit 1957 als tijdcapsule in een betonnen behuizing begraven in het centrum van Tulsa. De auto, die de bijnaam Miss Belvedere kreeg, werd op 14 juni 2007 tijdens het honderdjarig bestaan van de staat opgegraven en de volgende dag publiekelijk onthuld.
Ten tijde van de Koude Oorlog in het Amerika van eind jaren vijftig werd beweerd dat de betonnen behuizing tegen een kernoorlog bestand was. De behuizing was echter niet luchtdicht waardoor water naar binnen kon lekken en het voertuig onherstelbaar beschadigd geraakte.
Recente modellen:
Acclaim ·
Breeze ·
Colt ·
Horizon ·
Laser · 
Neon · 
Prowler · 
Sundance ·
Voyager/Grand Voyager
Historische modellen na de Tweede Wereldoorlog:
Arrow ·
Arrow Truck ·
Barracuda ·
Belvedere ·
Caravelle ·
Cambridge ·
Champ ·
Conquest ·
Cranbrook ·
Cricket ·
Duster ·
Fury ·
Gran Fury ·
GTX ·
Plaza ·
Reliant ·
Road Runner ·
Sapporo ·
Satellite ·
Savoy ·
Scamp ·
Suburban ·
Superbird ·
TC3 ·
Trailduster ·
Turismo ·
Valiant ·
VIP ·
Volaré
Historische modellen voor de Tweede Wereldoorlog:
Model Q ·
Model U ·
Model 30U ·
Model PA ·
Model PB ·
Standard (Model PC, PCXX, PG, PJ) ·
Deluxe (Model PD, PE, PJ, P2, P4, P6, P8, P10, P11, P11D, P14S) ·
Six (Model PF, PFXX) ·
Business (Model PJ, P1, P3, P5) ·
Roadking (Model P5, P7, P9) ·
Special Deluxe (Model P12, P14C) ·
Commercial Car (Model PT50, PT57, PT81, PT105, PT125)